# 南京红太阳
南京红太阳股份有限公司 （深交所：000525）是中国深圳证券交易所的一家上市公司，主营业务范围为化学原料及化学制品制造业。
2011年，该公司主营业务收入为5789356023.81元，公司净利润为68693533.81元，公司总资产为7653433890.17元。